# Christian Schäfer (Segler)
Christian Schäfer ist ein deutscher Segelsportler.

## Werdegang
Schäfer, Mitglied des Bayerischen Yachtclubs, wurde in der Bootsklasse Tempest zehnmal Weltmeister. Seinen ersten WM-Titel holte er 1992 in Ungarn im Gespann mit Herbert Kujan. 1995, 1996, 2000, 2001, 2002 und 2003 wurde Schäfer zusammen mit Andreas Mader Weltmeister, 2005 mit Frank Weigelt sowie 2011 und 2012 mit Christian Rusitschka.
Schäfer, Spitzname „Kicker“, studierte Medizin und wurde beruflich beim deutschen Ableger des Segelunternehmens North Sails tätig. Später gründete er in Garatshausen ein Unternehmen für Segel- und Bootsbedruckung.